# Grupo de Guayaquil

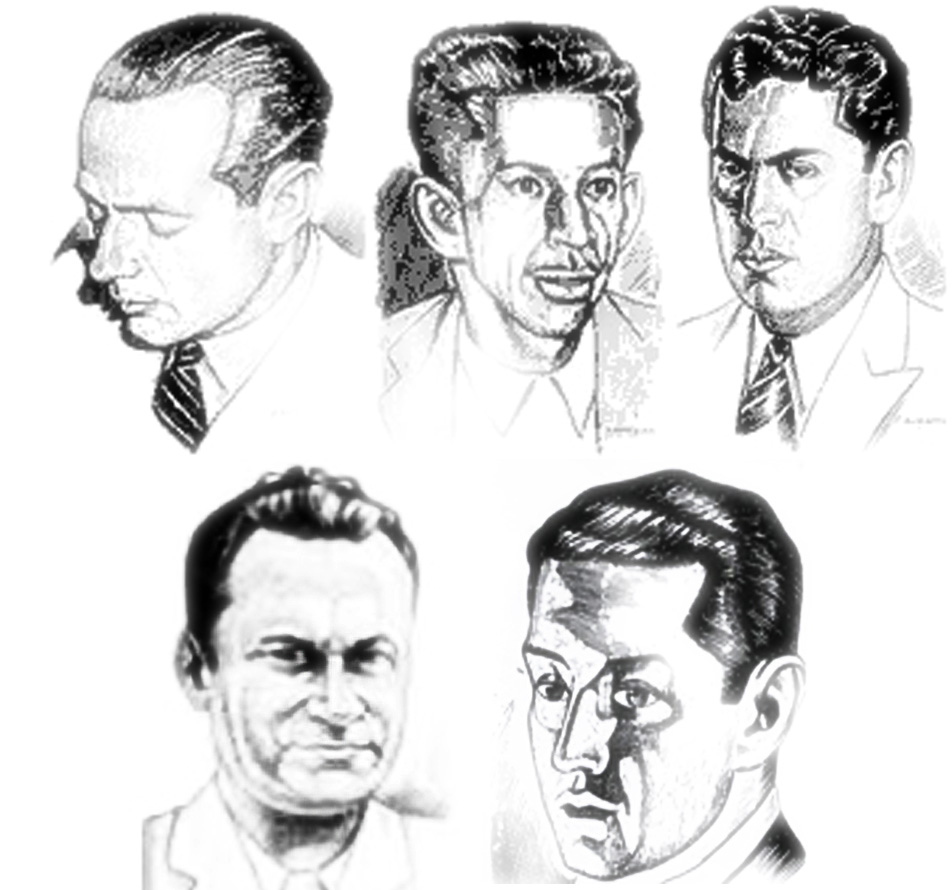
Los integrantes del Grupo de Guayaquil: izq-der arriba: Alfredo Pareja, Joaquín Gallegos Lara, Enrique Gil Gilbert. Izq-der abajo: Demetrio Aguilera Malta, José de la Cuadra

El Grupo de Guayaquil fue un colectivo de escritores guayaquileños que desarrollaban literatura profundamente social y trataban temas del folklor, la mitología y la historia de la costa ecuatoriana. Eran seguidores del denominado realismo social. Entre las obras que destacan se encuentran el libro de cuentos La Tigra que fue llevada al cine; Las cruces sobre el agua, que se adentra en los hechos de la masacre de Guayaquil; y el libro de cuentos Los que se van, que fue el pie de inicio de la nueva narrativa ecuatoriana.

## Historia

### Inicios con "Los que se van"
Este grupo se fundó en la década de 1930 cuando Demetrio Aguilera Malta, Joaquín Gallegos Lara y Enrique Gil Gilbert publicaron: Los que se van. Sus obras describían las condiciones de vida de los montubios, los indígenas y los obreros. El grupo se creó como una reacción desde la literatura a la Masacre de obreros del 15 de noviembre de 1922, que había provocado un fuerte ambiente social de protesta. En medio de este contexto, el Grupo de Guayaquil surgió como rechazo a la literatura intimista que dominaba la escena literaria ecuatoriana de ese entonces y que no contaba con un compromiso con las realidades sociales.

Su lema fue "Cinco como un puño" y sus integrantes fueron: José de la Cuadra, Enrique Gil Gilbert, Joaquín Gallegos Lara, Demetrio Aguilera Malta, Alfredo Pareja Diezcanseco. 

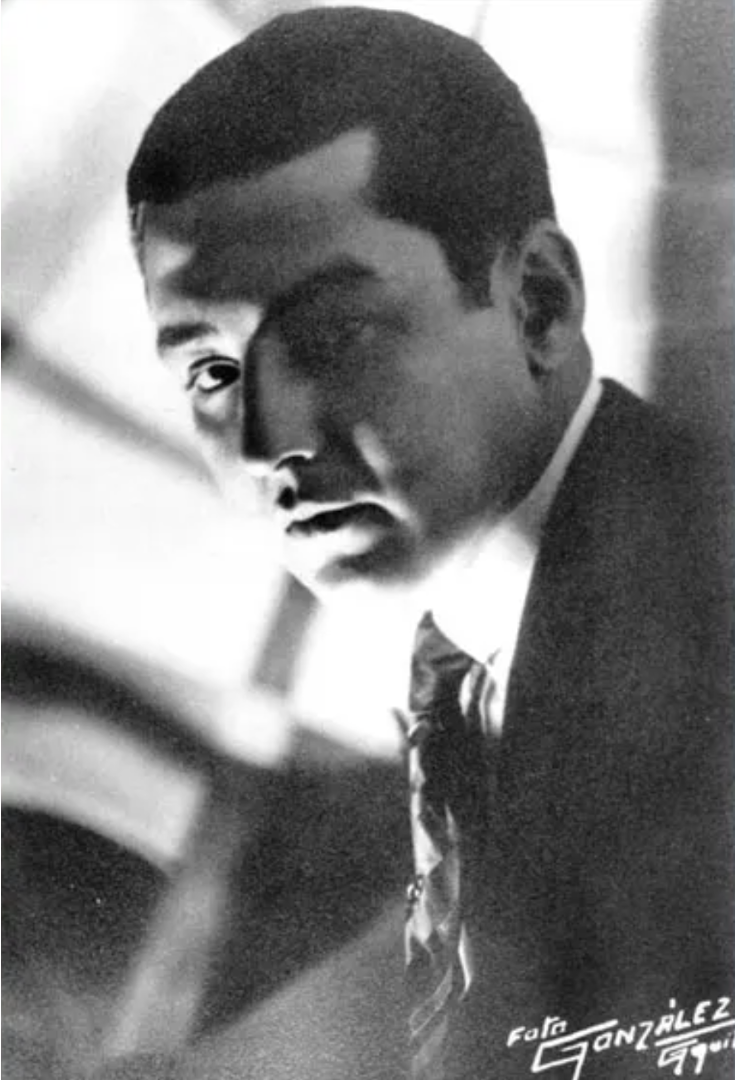
José de la Cuadra
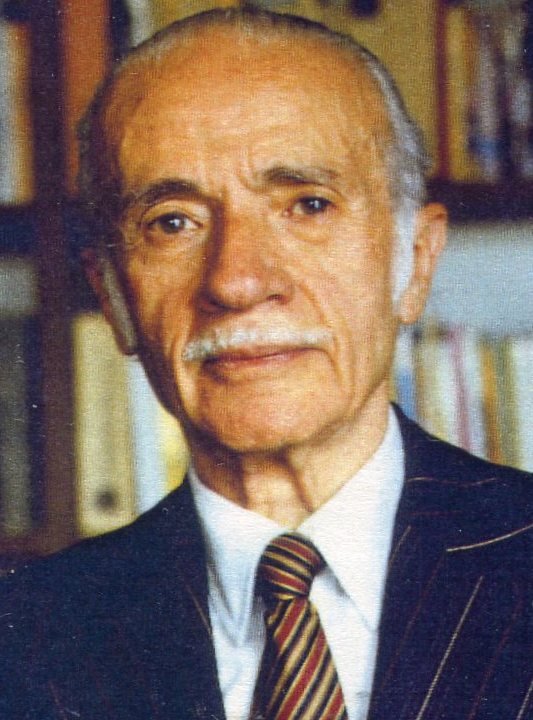
Alfredo Pareja Diezcanseco
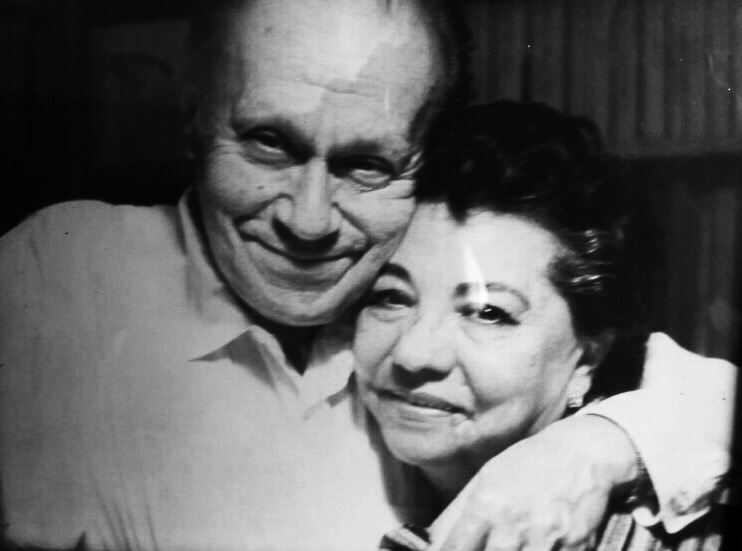
Demetrio Aguilera Malta
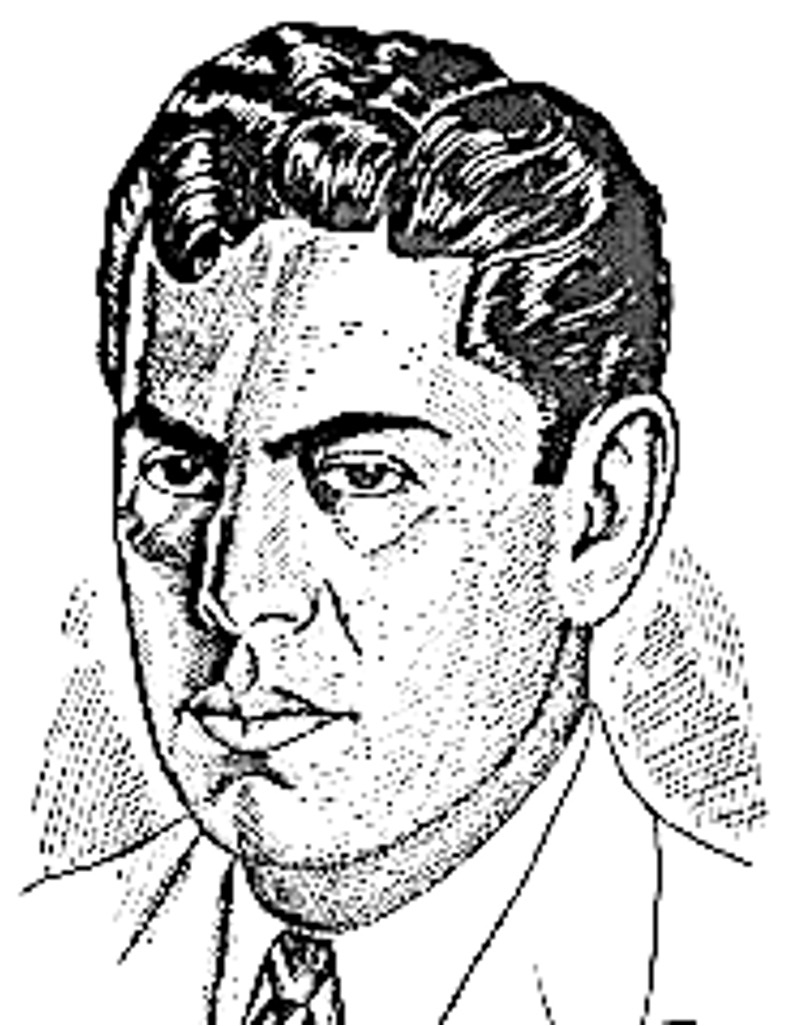
Enrique Gil Gilbert
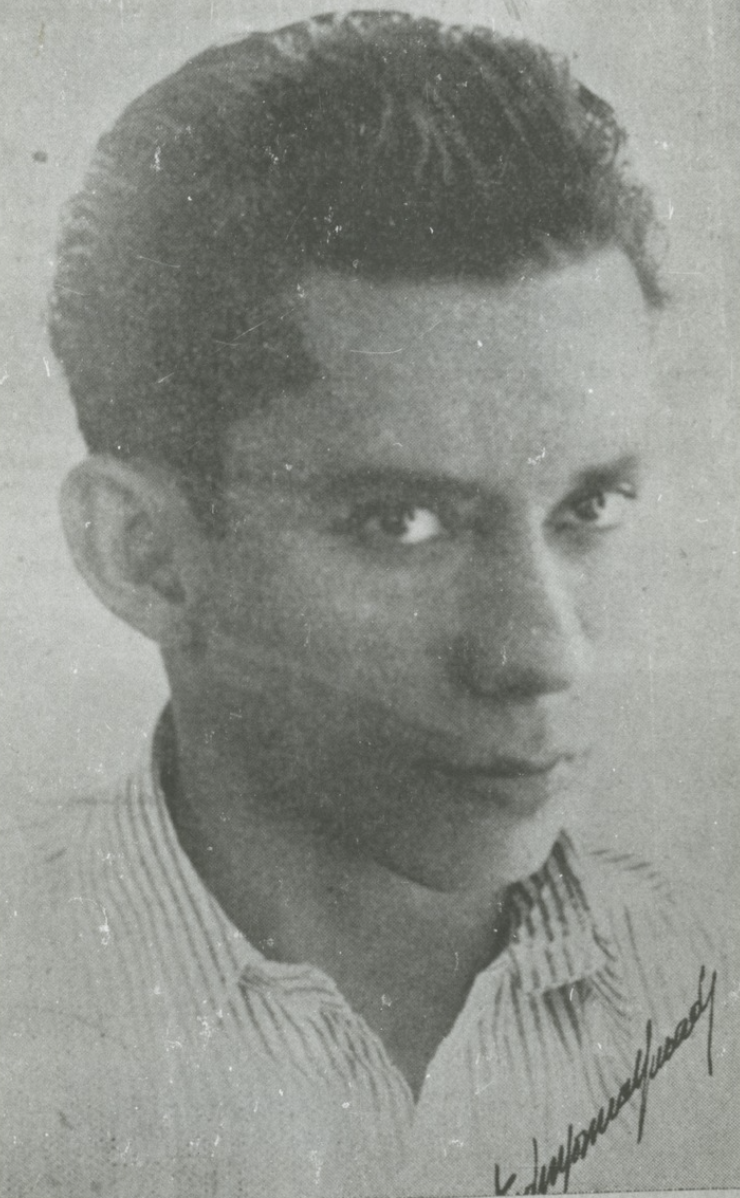
Joaquín Gallegos Lara

### El realismo social

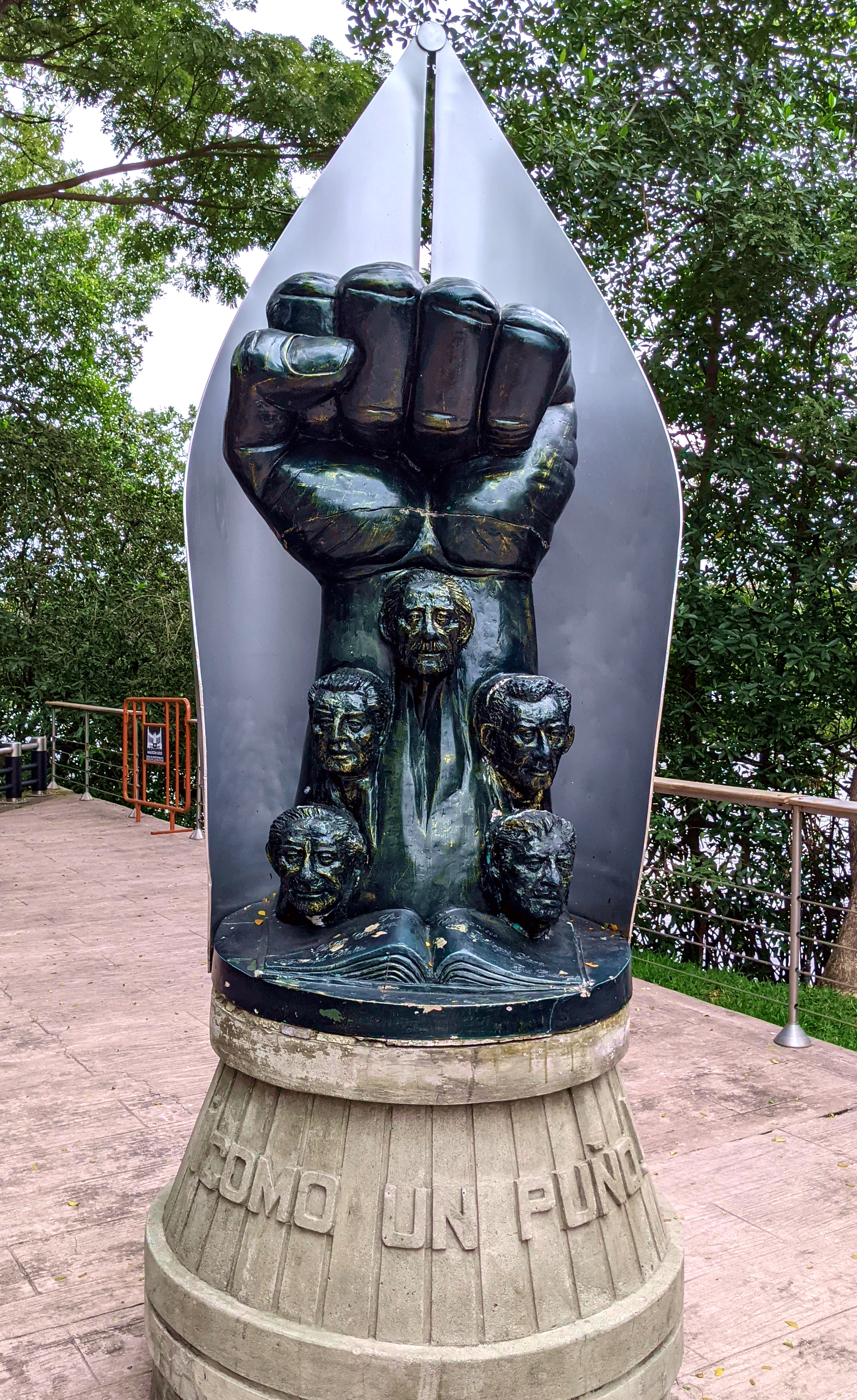
Monumento al Grupo de Guayaquil

Escritores como Enrique Gil Gilbert profundizaron en la denuncia social, ampliando el enfoque hacia grupos excluidos como indígenas y afrodescendientes en su libro de cuentos "Yunga" (1933). El libro cuenta con cinco relatos, entre los que destaca El negro Santander, en el que recuenta la explotación de los trabajadores durante la construcción de las vías del Ferrocarril Transandino del Ecuador. Su novela más representativa, "Nuestro pan" (1942), ilustró la explotación de los trabajadores en las plantaciones de arroz, consolidando su compromiso con el realismo social y la denuncia de las injusticias laborales, además de retratar la forma en la que se produce uno de los alimentos más consumidos en Ecuador. A esto se suma la importante "Los relatos de Enmanuel’’, considerada como una auténtica obra maestra de prosa lirica y enrarecido clima de evocación nostáligica.

### El realismo social y la novela histórica
Joaquín Gallegos Lara y Alfredo Pareja Diezcanseco destacaron por su transición del realismo social, predominante en sus inicios en la década de 1930, hacia la novela histórica a partir de los años cuarenta, con Pareja Diezcanseco incluso publicando obras de historia. Gallegos Lara, con un fuerte compromiso político y militancia comunista, se consolidó como un referente del realismo social con su novela "Las cruces sobre el agua" (1946), que narró la Masacre de obreros de 1922 en Guayaquil, marcando el inicio del tema urbano en la narrativa ecuatoriana e influyendo en autores como Humberto Salvador. Por su parte, Pareja Diezcanseco abordó la realidad nacional y reivindicó a grupos marginados en sus novelas realistas como "Baldomera" y "El muelle", para luego enfocarse en la novela histórica y la literatura más simbólica en su nueva etapa titulada "Los años nuevos", donde publicaría  El aire y los recuerdos (1959) de carácter histórico y al final Las pequeñas estaturas (1970) y La Mantícora (1974) de caracter más simbólico.

### El realismo social y el realismo mágico
Finalmente, autores como José de la Cuadra y Demetrio Aguilera Malta desarrollaron una narrativa entre el realismo social y el realismo mágico. De la Cuadra, reconocido por sus cuentos realistas sobre la vida montuvia en "Horno" y su influyente novela considerada precursora del realismo mágico "Los Sangurimas", se convirtió en el máximo exponente de la literatura montuvia. Esto no está lejos de discusión puesto que otros autores como Miguel Donoso Pareja consideran a su obra más emparentada con lo real maravilloso y el tremendismo español. Por otro lado, Demetrio Aguilera Malta, desarrollaría una obra enmacrada en el realismo mágico desde la publicación de "Don Goyo" publicada en 1933, creando una figura de contornos épicos y míticos, dentro de un contexto animista y con una prosa de mucho lirismo. Su novela ambientada en el Golfo de Guayaquil sería complementada al final de su carrera con otra novela ahora llevada a cabo en la cuenca del Río Guayas titulada  "Siete lunas y siete serpientes". En sus dos obras se percibe claramente la influencia de la mitología de Ecuador, en especial de la cultura Milagro Quevedo.

## Influencia posterior

### En la literatura
- Aunque no fueron parte del grupo inicial de los cinco, con los años otras figuras intelectuales se unieron a la agrupación, entre ellas los escritores Ángel Felicísimo Rojas, Pedro Jorge Vera y Adalberto Ortiz, además de los artistas Galo Galecio y Alfredo Palacio Moreno.[9]
- La influencia de Joaquín Gallegos Lara por sobre Humberto Salvador haría que redireccione su obra inicialmente enmarcada en el vanguardismo en Ecuador para enfocarse en el realismo socialista militante.[6]
- El escritor Jorge Enrique Adoum retrataría a Joaquín Gallegos Lara en su novela Entre Marx y una mujer desnuda.
- El escritor Leonardo Valencia dedicaría un ensayo titulado "El síndrome de Falcón" refiriéndose al personaje de Entre Marx y una mujer desnuda que debía cargar en sus espaldas a quien representaba Joaquín Gallegos Lara como una alegoría del impacto que ha tenido el grupo de Guayaquil sobre la literatura ecuatoriana y su enfoque en el compromiso social.[10]

### En el cine
- La Tigra, cuento de José de la Cuadra ha sido adaptado al cine en el año de 1990 dirigida por Camilo Luzuriaga.

- Los Sangurimas, novelina de José de la Cuadra fue adaptada al cine en 1998 por la directora Dora West. Además se crearía una miniserie alrededor de esta obra en el año de 1993.
- Don Goyo, novela de Demetrio Aguilera Malta inspiró una película se estrenó en 2024, dirigida por Jorge Flores.

### Premios
- El Municipio de Quito creó el premio literario a la mejor novela con el nombre de "Premio Joaquín Gallegos Lara".